# Allium koelzii
Allium koelzii är en amaryllisväxtart som först beskrevs av Per Erland Berg Wendelbo, och fick sitt nu gällande namn av Nathan Petter Herman Persson och Per Erland Berg Wendelbo. Allium koelzii ingår i släktet lökar, och familjen amaryllisväxter. Inga underarter finns listade i Catalogue of Life.